# Generación del 900

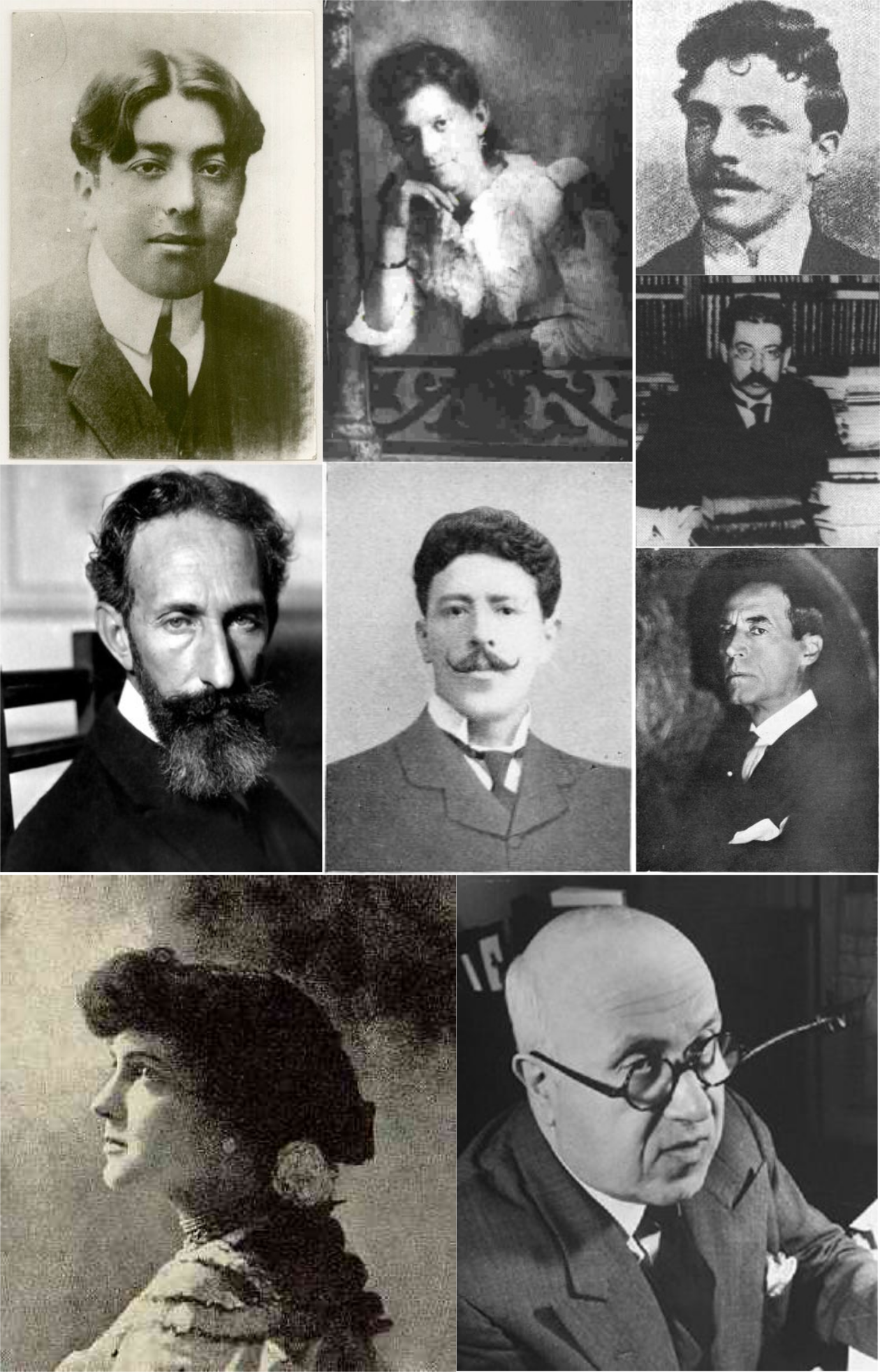
Integraron la generación del 900 María Eugenia Vaz Ferreira, Julio Herrera y Reissig, Horacio Quiroga, Javier de Viana, José Enrique Rodó, Carlos Reyles, Delmira Agustini, Emilio Frugoni y Carlos Vaz Ferreira.

Generación del 900 refiere a un grupo de escritores uruguayos nacidos entre 1868 y 1886 que tuvieron su apogeo literario alrededor del año 1900. Caracterizados por una tendencia renovadora, sus producciones literarias se enmarcaron en el modernismo.

## Contexto
En el período que va de 1897 a 1904 se vivió en Uruguay el apogeo, la crisis y el ocaso del caudillismo, dando comienzo al duro caudillismo  sobre el lugar de las minorías partidarias en la escena civil que llevaron a levantamientos apenas entrado el siglo XX. La clase media uruguaya alcanza altos grados de bienestar, equiparable a la situación europea. Es en esta época que Uruguay es conocido como "la Suiza de América". Aparecen también el liberalismo y el positivismo como filosofía de las élites cultas, el anarquismo como actitud política y la excentricidad como estética.
En ese escenario surge una generación de escritores, maestros e intelectuales con inquietudes que serían definitorias en la identidad nacional del siglo XX.

## Exponentes
Surgieron numerosas revistas literarias, entre ellas la Revista Nacional de Literatura y Ciencias Sociales (1895-1897) dirigida por José Enrique Rodó, Carlos y Daniel Martínez Vigil y Víctor Pérez Petit, La revista de Salto (1899-1900) a cargo de Horacio Quiroga, La revista (1899-1900) y La nueva Atlántida (1907) dirigidas por Julio Herrera y Reissig y Vida moderna (1900-1903) a cargo de Rafael Alberto Palomeque y Raúl Montero Bustamante.
El comienzo del movimiento literario se fija en 1894, con la publicación del poema Al lector de Roberto de las Carreras. La temprana desaparición de muchos de sus integrantes más significativos redujo la actuación colectiva de esta generación hacia 1925. 
La generación del 900 también estuvo integrada por Carlos Vaz Ferreira, Carlos Reyles, Javier de Viana, Delmira Agustini, Carlos Roxlo y Emilio Frugoni.